# Sci alpino ai XV Giochi olimpici invernali - Slalom gigante LW2 maschile
Tra le competizioni dello sci alpino ai XV Giochi olimpici invernali di Calgary 1988 lo slalom gigante LW2 maschile si disputò tra venerdì 19 e domenica 21 febbraio sulle piste del Parco olimpico del Canada di Calgary; si trattò di una gara dimostrativa di sci alpino paralimpico riservata ad atleti con disabilità agli arti inferiori (categoria LW2). La gara, che non prevedeva l'assegnazione di medaglie, fu vinta dal tedesco occidentale Alexander Spitz davanti allo statunitense Greg Mannino e allo svizzero Fritz Berger.

## Risultati
| Pos. | Atleta              | Nazione        | Tempo   |
| ---- | ------------------- | -------------- | ------- |
| 1    | Alexander Spitz     | Germania Ovest | 1:21,10 |
| 2    | Greg Mannino        | Stati Uniti    | 1:22,87 |
| 3    | Fritz Berger        | Svizzera       | 1:25,60 |
| 4    | Peter Perner        | Austria        | 1:25,66 |
| 5    | David Jamison       | Stati Uniti    | 1:25,95 |
| 6    | Robert Emerson      | Stati Uniti    | 1:27,22 |
| 7    | Rainer Bergmann     | Austria        | 1:28,43 |
| 8    | Richard von Arx     | Svizzera       | 1:28,46 |
| 9    | Phil Chew           | Canada         | 1:29,08 |
| 10   | Karel Hanse         | Paesi Bassi    | 1:31,35 |
| 11   | Michael John Milton | Australia      | 1:33,07 |
| 12   | Michel Duranceau    | Canada         | 1:33,45 |
| 13   | Guy Amalfitano      | Francia        | 1:37,35 |